# ハプログループH (Y染色体)

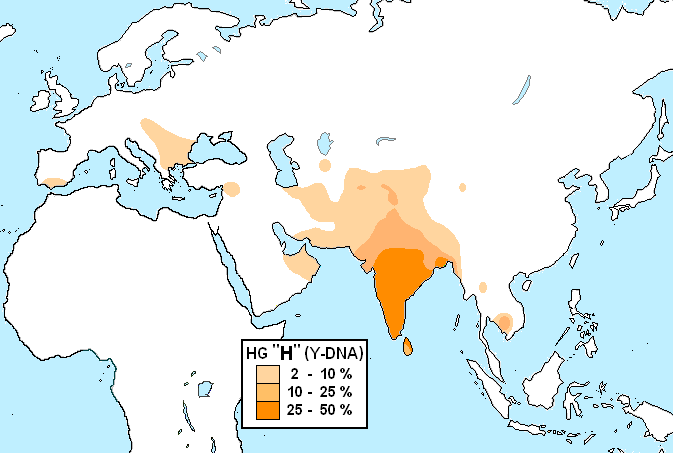
ハプログループHの分布

ハプログループH (Y染色体)（ハプログループH (Yせんしょくたい)、英: Haplogroup H (Y-DNA)）とは分子人類学において人類の父系を示すY染色体ハプログループ（型集団）の分類で、ハプログループFの子系統で、「M69」の変異によって定義されるグループである。30,000-40,000年前にインド亜大陸で誕生したと考えられる。

## 分布
ハプログループHはインド亜大陸に特徴的なタイプであり、特に狩猟採集民コヤに71%の高頻度に見られることから、オーストロアジア語族やドラビダ語族が分布する以前の、狩猟採集民のタイプであったことが想定される。またロマにも60%の高頻度である。

## 下位系統
ISOGG Y-DNA Haplogroup H and its Subclades tree - 2014.より
- H-M3035
  - H-M69 (H1) (M69, M370)
    - H-M52 (H1a) (M52)
      - H-M82 (H1a1) (M82)
        - H-M36 (H1a1a1) (M36, M197)
        - H-M97 (H1ab) (M97)
        - H-M39 (H1a1c) (M39, M138)

    - H-APT (H1b1) (APT)
      - H-P80 (H1b1a) (P80, P314)
      - H-P266 (H1b1b) (P266)

    - H-P254 (H1c) (P254)

  - H-M282 (H2) (P96)